# Kamara
A kamarák egyfajta köztestületek,  amelyeket törvény alapján, választással a gazdálkodó szervezetek hoznak létre. Feladatuk, hogy önkormányzaton alapuló működésükkel a törvénynek, más jogszabályoknak és alapszabályuknak megfelelően előmozdítsák a gazdaság fejlődését és szerveződését, a piaci magatartás tisztességét, a gazdasági tevékenységet folytatók általános, együttes érdekeinek érvényesülését.
Kamarák lehetnek Magyarország területén székhellyel vagy fiókteleppel rendelkező gazdálkodó szervezetek, a kereskedelmi és iparkamara, valamint – az érdekképviseleti jogok gyakorlása tekintetében – gazdasági érdekképviseleti szervezetek. Ezen három kategóriát ismeri a magyar jogrendszer.